# Nils Allègre
Pour les articles homonymes, voir Allègre (homonymie).
 Nils Allègre, né le 2 janvier 1994 à Briançon, est un skieur alpin français. Il compte une victoire en coupe du monde de ski lors du Super-G de Garmisch-Partenkirchen 2024.

## Biographie

### Débuts

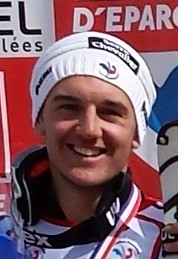
Méribel 2014

Le 9 mars 2010, il devient Champion de France Cadets (moins de 17 ans) de Super G à Pra-Loup. L'année suivante en 2011, il est double Champion de France Cadets de Descente et Super G à Tignes. 
Il intègre l’équipe de France B à partir de la saison 2011-2012.
En mars 2014, il est Vice-champion de France Juniors U21 (moins de 21 ans) de Super Combiné à Méribel.
Il dispute sa première épreuve de coupe du monde le 26 octobre 2014 à Soelden en slalom géant.
En mars 2015, il est Vice-champion de France Juniors U21 (moins de 21 ans) de Slalom Géant à Serre-Chevalier.

### Saison 2017-2018
Il marque ses premiers points en coupe du monde, en prenant la 30e place du super G de Lake Louise le 26 novembre 2017.
En février 2018, il réalise ses deux premiers podiums de coupe d’Europe en super G.
Le 23 mars 2018, à  Châtel, il est sacré champion de France de Super G, en devançant Adrien Théaux, Blaise Giezendanner et Roy Piccard, et champion de France de super combiné.

### Saison 2018-2019

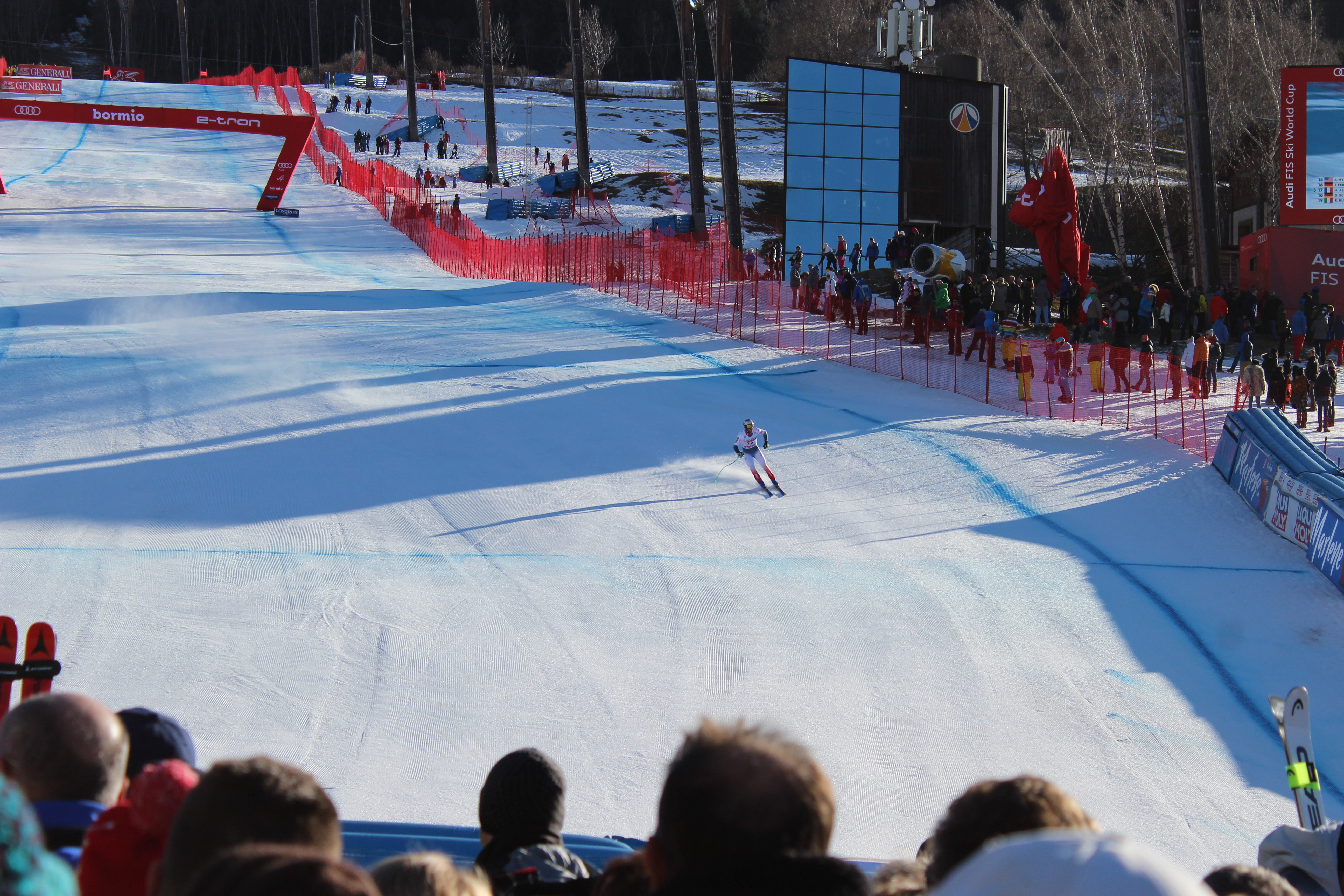
Nils Allègre sur la Piste du Stelvio de Bormio en 2019.

Le 1er décembre 2018, il réalise son premier « top 15 » en coupe du monde, en prenant la 13e place du Super G de Beaver Creek.
Le 28 décembre, il marque ses premiers points en coupe du monde de descente, en prenant la 18e place sur la piste particulièrement difficile de Bormio.
Le 18 janvier 2019, il marque ses premiers points en coupe du monde de combiné, en prenant la 22e place dans l'épreuve de Wengen.
En février 2019, il dispute ses premiers championnats du monde à Åre en Suède. Il y prend la 14e place dans le Super G, à 64 centièmes de seconde du vainqueur Dominik Paris malgré une grosse faute à mi-parcours.
Le 23 mars, il est Vice-champion de France de super G à Auron, derrière Johan Clarey, Vice-champion du monde en titre de la spécialité.

### Saison 2019-2020
Il intègre l'équipe de France A à partir de cette saison.
Le 29 décembre, il réalise son 1er top-10 en Coupe du monde en prenant la 6e place du combiné de Bormio remporté par Alexis Pinturault.
Le 29 février 2020, il obtient son 1er top-10 en Coupe du monde de super G en prenant une belle 7e place dans l'épreuve d'Hinterstoder.
L'ensemble de ses bons résultats en Coupe du monde lui permettent de prendre les 13e,16e et 21e places des classements généraux des Coupes de monde de combiné, super G et descente.
Sa saison prend fin début mars en raison de l’arrêt des compétitions de ski dû à la pandémie de maladie à coronavirus.

### Saison 2020-2021
Il démarre fort cette saison en réalisant ses meilleures performances de Coupe du monde de descente et de super G. En effet il prend la 11e place de la descente de Val d'Isère le 13 décembre et la 6e place du super G de Val Gardena le 18 décembre. Il réitère cette 11e place en descente dans l'épreuve de Val Gardena du 19 décembre (meilleur français). Le 22 janvier il obtient son 1er top-ten en descente de Coupe du Monde en prenant la 10e place sur la mythique Streif de l'épreuve de Kitzbühel. Le 6 février, il signe le meilleur résultat de sa carrière en prenant la 4e place du Super-G de Garmisch,, malgré ses douleurs au tibia.
En février, il dispute à Cortina d'Ampezzo ses 2e championnats du monde. Il y prend la 21e place du super G, et une très bonne 7e place dans la descente (meilleur français). Blessé, il renonce à prendre part au combiné.
Il termine l'année à la 14e place de la Coupe du monde de Super G et la 16e de celle de descente.
Le 29 mars à Châtel il est à nouveau Vice-champion de France de Super G.

### Saison 2021-2022
Le 3 décembre, il prend la 11e place du super G de Coupe du monde de Beaver Creek. Ce résultat sera le meilleur de sa saison dans cette compétition.
Il est sélectionné pour disputer ses premiers Jeux olympiques à Pékin. Il y prend la 26e place du super G.
Aux championnats de France à Auron, il prend la 3e place du super G remporté par Cyprien Sarrazin.

### Saison 2022-2023
Ç'est en début de saison qu'il réalise ses meilleures performances de l'année en Coupe du monde. Fin novembre, il prend la 8e place du super G de Lake Louise, et à mi-décembre il se classe 8e de la descente de Val Gardena, ce qui constitue son meilleur résultat à ce jour sur cette discipline.
Il dispute à Courchevel ses 3e championnats du monde où il doit se contenter de deux 21e places dans la descente et le super G.
Grâce à ses résultats réguliers en super G (5 tops-12), il termine à la 12e place du classement général de la Coupe du monde de super G, son meilleur classement à ce jour.
Enfin, il termine brillamment l'année en étant sacré pour la seconde fois champion de France de super G, aux Orres.

### Saison 2023-2024
Le 14 décembre 2023, il obtient son meilleur résultat en coupe du monde de descente en prenant la 4e place de l'épreuve de Val Gardena.
À son 102e départ en Coupe du monde, et alors qu'il n'est jamais monté sur un podium, il remporte sa première victoire en Coupe du monde sur le super-G de Garmisch-Partenkirchen le 27 janvier 2024, le mois de ses trente ans,,. Il remporte par la même occasion l'épreuve du Kandahar.
Il réalise sa meilleure saison en coupe du monde en prenant la 9e place du classement général du super G et la 10e place du classement général de la descente avec 5 tops-10 dans cette spécialité (sur 8 épreuves disputées).

### Saison 2024-2025
Le 21 décembre 2024, il égale son meilleur résultat en coupe du monde de descente en prenant la 4e place de l'épreuve de Val Gardena à seulement 2 centièmes de la seconde place. Ce sera sa meilleure performance de coupe du monde de la saison.
Aux championnnats du monde à Saalbach, il se classe 10e de la descente (meilleur français) et 17e du super G.
Avec 4 tops-10 en descente et 4 tops-10 en super G, il termine sa saison à la 10e place du classement général de la coupe du monde de descente et à la 12e place de celui du super G.
Début avril à Méribel il décroche son premier titre de champion de France de descente,. Il est aussi vice-champion de france de super G.

## Palmarès

### Jeux olympiques
| Épreuve / Édition | Super G |
| JO 2022 Pékin     | 26e     |

### Championnats du monde
| Édition / Epreuve               | Descente | Super G | Combiné | Combiné par équipe |
| Mondiaux 2019 Åre               | -        | 14e     | -       | -                  |
| Mondiaux 2021 Cortina d'Ampezzo | 7e       | 21e     | -       | -                  |
| Mondiaux 2023 Courchevel        | 21e      | 21e     | Ab      | -                  |
| Mondiaux 2025 Saalbach          | 10e      | 17e     | -       | AB                 |

### Coupe du monde
- Meilleur classement général : 17e en 2024 avec 394 points.
- Meilleur classement de descente : 10e en 2024 avec 201 points et en 2025 avec 193 points
- Meilleur classement de super G : 9e en 2024 avec 193 points.
- Meilleur classement au combiné : 13e en 2020 avec 61 points.
- 1 podium dont 1 victoire.

- Meilleur résultat sur une épreuve de coupe du monde de super G : 1re à Garmisch le 27 janvier 2024.
- Meilleur résultat sur une épreuve de coupe du monde de descente : 4e à Val Gardena le 14 décembre 2023 et le 21 décembre 2024
- Meilleur résultat sur une épreuve de coupe du monde de combiné : 6e à Bormio le 29 décembre 2019.

#### Détail des victoires
| Saison / Épreuve | Super G                | Descente | Total |
| 2023-2024        | Garmisch-Partenkirchen |          | 1     |
| Total            |                        |          | 1     |

#### Classements
| Saison / Épreuve | Saison / Épreuve | Général | Général | Descente | Descente | Super G | Super G | Géant  | Géant  | Slalom | Slalom | Combiné | Combiné |
| ---------------- | ---------------- | ------- | ------- | -------- | -------- | ------- | ------- | ------ | ------ | ------ | ------ | ------- | ------- |
| Saison / Épreuve | Saison / Épreuve | Class.  | Points  | Class.   | Points   | Class.  | Points  | Class. | Points | Class. | Points | Class.  | Points  |
| 2018             | 2018             | 141e    | 10      | -        | -        | 43e     | 10      | -      | -      | -      | -      | -       | -       |
| 2019             | 2019             | 72e     | 83      | 38e      | 26       | 29e     | 37      | -      | -      | -      | -      | 25e     | 20      |
| 2020             | 2020             | 30e     | 243     | 21e      | 93       | 16e     | 89      | -      | -      | -      | -      | 13e     | 61      |
| 2021             | 2021             | 40e     | 209     | 21e      | 98       | 14e     | 11      | -      | -      | -      | -      | -       | -       |
| 2022             | 2022             | 74e     | 91      | 41e      | 23       | 26e     | 68      | -      | -      | -      | -      | -       | -       |
| 2023             | 2023             | 32e     | 243     | 24e      | 85       | 12e     | 158     | -      | -      | -      | -      | -       | -       |
| 2024             | 2024             | 17e     | 394     | 10e      | 201      | 9e      | 193     | -      | -      | -      | -      | -       | -       |
| 2025             | 2025             | 19e     | 369     | 10e      | 193      | 12e     | 176     | -      | -      | -      | -      | -       | -       |

### Championnats du monde junior
| Épreuve / Édition       | Descente | Super G | Slalom géant | Slalom  | Combiné |
| Mondiaux 2012 Roccaraso | 26e      | 19e     | 33e          | 23e     | 7e      |
| Mondiaux 2013 Le Massif | 22e      | 23e     | Abandon      | 22e     | -       |
| Mondiaux 2014 Jasna     | 24e      | 20e     | 16e          | Abandon | 10e     |
| Mondiaux 2015 Hafjell   | 37e      | 35e     | 13e          | Abandon | 17e     |

### Coupe d'Europe
2 podiums :
- 2e   en Super G  le 16 février 2018 à Soldeu.
- 3e  en Super G  le 23 février 2018 à Sarntal.

#### Classements
| Saison / Épreuve | Saison / Épreuve | Général | Général | Descente | Descente | Super G | Super G | Géant  | Géant  | Slalom | Slalom | Combiné | Combiné |
| ---------------- | ---------------- | ------- | ------- | -------- | -------- | ------- | ------- | ------ | ------ | ------ | ------ | ------- | ------- |
| Saison / Épreuve | Saison / Épreuve | Class.  | Points  | Class.   | Points   | Class.  | Points  | Class. | Points | Class. | Points | Class.  | Points  |
| 2013             | 2013             | 170e    | 18      | -        | -        | 59e     | 17      | 74e    | 1      | -      | -      | -       | -       |
| 2014             | 2014             | 140e    | 31      | 69e      | 1        | 53e     | 22      | 49e    | 6      | 91e    | 2      | -       | -       |
| 2015             | 2015             | 137e    | 34      | -        | -        | 42e     | 14      | 73e    | 4      | -      | -      | 15e     | 16      |
| 2016             | 2016             | 83e     | 93      | -        | -        | 33e     | 28      | 44e    | 31     | -      | -      | 13e     | 34      |
| 2017             | 2017             | 47e     | 185     | 52e      | 13       | 13e     | 121     | 46e    | 33     | -      | -      | 34e     | 18      |
| 2018             | 2018             | 41e     | 204     | 52e      | 13       | 9e      | 146     | -      | -      | -      | -      | 11e     | 45      |
| 2019             | 2019             | 145e    | 24      | 41e      | 24       | -       | -       | -      | -      | -      | -      | -       | -       |

### Championnats de France

#### Élite
| Édition / Epreuve                   | Descente | Super-G | Slalom géant | Slalom  | Super combiné |
| ----------------------------------- | -------- | ------- | ------------ | ------- | ------------- |
| Championnats 2013 Peyragudes        | 16e      | 14e     | 21e          | Abandon | -             |
| Championnats 2014 Méribel/Les Arcs  | Abandon  | 21e     | 12e          | 13e     | 7e            |
| Championnats 2015 Serre-Chevalier   | -        | 13e     | 8e           | 20e     | -             |
| Championnats 2016 Les Menuires      | 14e      | 16e     | Abandon      | -       | Abandon       |
| Championnats 2017 Val Thorens/Lélex | -        | 9e      | 10e          | -       | 20e           |
| Championnats 2018 Châtel            | 6e       | Or      | -            | -       | Or            |
| Championnats 2019 Auron             | 7e       | Argent  | -            | -       | Abandon       |
| Championnats 2020 Val Thorens       | annulée  | annulé  | annulé       | annulé  | annulé        |
| Championnats 2021 Châtel            | 7e       | Argent  | -            | -       | 7e            |
| Championnats 2022 Auron             | 5e       | Bronze  | -            | -       | -             |
| Championnats 2023 Les Orres         | 5e       | Or      | -            | -       | -             |
| Championnats 2025 Méribel           | Or       | Argent  | -            | -       | -             |

#### Jeunes
3 titres de Champion de France

##### Juniors U21 (moins de 21 ans)
2015 :
- Vice-champion de France de Slalom Géant à Serre-Chevalier.

2014 :
- Vice-champion de France de Super Combiné à Méribel.

##### Cadets (moins de 17 ans)
2011 :
- Champion de France de Descente à Tignes.
- Champion de France de Super G à Tignes.

2010 :
- Champion de France de Super G à Pra-Loup.

##### Minimes (moins de 15 ans)
2009 :
- Vice-champion de France de Super combiné aux Arcs.
- 3e des championnats de France de Super G aux Arcs.
- 3e des championnats de France de Slalom Géant aux Arcs.